# Torsten Laen
Torsten Laen, danski rokometaš, * 26. november 1979, Odense.
Leta 2010 je na evropskem rokometnem prvenstvu s dansko reprezentanco osvojil 5. mesto.